# Joyau d'Alfred
Le joyau d'Alfred est un objet d'art de la fin du IXe siècle.

## Description
Le joyau d'Alfred a la forme d'une larme d'environ 6 cm de long. Il se compose d'une plaque d'émail cloisonné recouverte d'un cristal de quartz poli et entourée de fils d'or. Sur la plaque d'émail est représenté un homme en buste tenant un sceptre dans chaque main. Une inscription en vieil anglais fait le tour du cerclage d'or : aelfred mecc heht gewyrcan, soit « J'ai été réalisé sur ordre d'Alfred ». À la base du joyau, l'or prend la forme d'une tête d'animal dont le museau présente une cavité.

## Fonction
La fonction du joyau est incertaine. Il pourrait s'agir du manche d'un pointeur de lecture, auquel cas la cavité à sa base aurait permis d'y fixer une tige d'ivoire ou de bois. Cette cavité est également présente dans d'autres joyaux similaires retrouvés dans l'ancien royaume de Wessex, à Minster Lovell, à Bowleaze et à Warminster.

## Histoire
Le joyau a été découvert en 1693 à North Petherton dans le Somerset, non loin d'Athelney, où le roi Alfred le Grand se réfugie en 878, au plus fort de la guerre contre les Vikings de la Grande Armée. Cette proximité explique que l'Alfred de l'inscription soit couramment identifié au roi. Le joyau se trouve aujourd'hui à l'Ashmolean Museum d'Oxford. Une copie est exposée dans l'église de North Petherton.